# أضداد الكيراتين الخلوي 5 و6
أضداد الكيراتين الخلوي 5 و6 (بالإنجليزية: Cytokeratin 5/6 antibodies)‏ هي أجسام مضادة تستهدف الكيراتين الخلوي5 والكيراتين الخلوي6، تُستخدم في الكيمياء النسيجية المناعية بما يُعرف بتصنيف مراحل الكيراتين الخلوي 5/6، وذلك في العديد من التطبيقات:
- التعرّثف على الخلايا القاعدية والخلايا الظهارية العضلية في الثدي والبروستاتا.[1]
- في أمراض الثدي، في تمييز فرط التنسج القنوي والآفات الحليمية عن السرطانة القنوية اللابدة الموضعية.[1]
- في أمراض الرئة، في تمييز ورم المتوسطة شبيه الظهارة عن السرطانة الغدية الرئوية.[1]